# Nobuko Yamada
Pour les articles homonymes, voir Yamada.
Nobuko Yamada, née le 4 août 1971 à Fukuoka, est une patineuse de vitesse sur piste courte japonaise. Sa sœur est Yumiko Yamada.

## Biographie
Aux épreuves de patinage de vitesse sur piste courte aux Jeux olympiques de 1988, elle prend l'argent au relais avec sa sœur Yumiko Yamada, Eiko Shishii et Hiromi Takeuchi.
Aux Championnats du monde de patinage de vitesse sur piste courte 1992, elle est médaillée d'argent sur 1 000 mètres et double médaillée de bronze, sur 3 000 mètres et toutes épreuves.